# Ingram Wilcox
Ingram Wilcox (sinh năm 1944) là một công chức đã nghỉ hưu, thí sinh người Anh. Ông là người thứ năm vượt qua câu 15 và giành được 1.000.000 bảng của chương trình Who Wants to Be a Millionaire? phiên bản Anh vào ngày 23 tháng 9 năm 2006. Khi đến câu hỏi số 15, ông đã sử dụng tất cả các quyền trợ giúp. Trong hai lần xuất hiện trước đó, ông đã đạt đến nấc 1. Câu hỏi cuối cùng của ông là "Võ sĩ quyền Anh nào nổi tiếng trong việc đánh cồng trong phần giới thiệu phim của J. Arthur Rank?" Ông đã chọn đúng đáp án là Bombardier Billy Wells để giành giải thưởng.
Năm 1980, ông đã lọt vào chung kết cuộc thi Mastermind và đứng thứ ba, bị đánh bại bởi Fred Housego. Chủ đề mà ông lựa chọn là "Thập tự chinh 1095-1192" trong trận chung kết, trong khi trận bán kết ông đã chọn "Động vật có vú". Ông cũng xuất hiện một vài lần trong Fifteen to One vào năm 1995 và 1996, và là một nhân chứng cho sự vượt lên nơi người dẫn chương trình William G. Stewart bỏ thẻ câu hỏi của mình trong khi giải thích các quy tắc của vòng đầu tiên vào năm 1995.
Ông có 5 người con và đã làm việc trong các dịch vụ dân sự cho hầu hết cuộc đời của mình, trước đây đã làm việc trong hình minh họa của cuốn sách giáo dục. Ông là con trai của họa sĩ Leslie Arthur Wilcox và anh trai của nhiếp ảnh gia William Wilcox.

## Các gameshow đã tham gia và thành tích
- Countdown, 4 lần vào năm 1983 và "Countdown Masters" năm 1990
- Hai lần vào chung kết gameshow Fifteen to One năm 1995
- Á quân gameshow Brain of Britain vào các năm 1978 và 1996
- Masterbrain năm 1996
- Thắng ba trận tại gameshow Top of the World năm 1982
- Người thứ năm vượt qua câu 15 của Who Wants to Be a Millionaire? phiên bản Anh năm 2006